# Rybníček (Moravia meridionale)
Rybníček (in tedesco Ribnik) è un comune della Repubblica Ceca facente parte del distretto di Vyškov, in Moravia Meridionale.